# Saint-Sauveur-Lendelin
Saint-Sauveur-Lendelin is een plaats en voormalige gemeente in het Franse departement Manche in de regio Normandië en telt 1727 inwoners (2017). De plaats maakt deel uit van het arrondissement Coutances.

## Geschiedenis
Saint-Sauveur-Lendelin maakte deel uit van het kanton Saint-Sauveur-Lendelin tot dit op 22 maart werd opgeheven en de gemeente werd opgenomen in het kanton Agon-Coutainville. Op 1 januari 2019 werd de gemeente opgeheven en werd Saint-Sauveur-Lendelin de hoofdplaats van de op die dag gevormde commune nouvelle Saint-Sauveur-Villages.

## Geografie
De oppervlakte van Saint-Sauveur-Lendelin bedraagt 16,3 km², de bevolkingsdichtheid is 81,7 inwoners per km².
De onderstaande kaart toont de ligging van Saint-Sauveur-Lendelin met de belangrijkste infrastructuur en aangrenzende gemeenten.

## Demografie
Onderstaande figuur toont het verloop van het inwonertal (bron: INSEE-tellingen).

## Geboren
- Charles-François Lebrun (1739-1824), Frans staatsman en financieel specialist

Ancteville · Le Mesnilbus · La Ronde-Haye · Saint-Aubin-du-Perron · Saint-Michel-de-la-Pierre · Saint-Sauveur-Lendelin · Vaudrimesnil
1. ↑  Populations légales 2018.